# Mohamed Daud Mohamed
Mohamed Daud Mohamed, född 1 mars 1996, är en somalisk långdistanslöpare.
Mohamed tävlade för Somalia vid olympiska sommarspelen 2016 i Rio de Janeiro, där han blev utslagen i försöksheatet på 5 000 meter.